# Valencia del Ventoso
Valencia del Ventoso és un municipi de la província de Badajoz, a la comunitat autònoma d'Extremadura.